# Diego Imbert
Diego Imbert, (Párizs, 1966. október –) francia nagybőgős; zenei újságíróként is dolgozik.

## Pályafutása
Imbert tíz éven át kapott klasszikus hegedűleckéket. A hegedűt tizenötévesen elektromos basszusgitárra cserélte. 1986-87-ben a Centre d’Informations Musicales Paris-ban kezdett dzesszképzésbe, amelyet 1989-ben a Centre Musical et Créatif de Nancy-ben elvégzett. 1991-ben Bass & Drums magazin újságírája lett; Később a Guitare & Bass magazinnak is dolgozott. Egy ideig még Nancyban maradt.
1992-ben a Shake Orchestra Big and tagja lett, amellyel az Angustia d'amour (1999) című albumot rögzítették. 1999-ben a Concours International de Contrebasse de Capbreton ezüstérmet nyert.
1993-ban megalapította saját zenekarát, az Amestyst, amellyel albumokat adott ki és különböző francia fesztiválokon lépett fel. 1998 óta a Biréli Lagrène különböző együtteseinek tagja, akikkel két albumot is rögzített. Tagja volt Viviane Ginapé, Sylvain Beuf, Flavio Boltro és Jean-Yves Jung együtteseinek is.
1992 és 2018 között Imbert 42 lemezfelvételen vett részt; szerepel Jean-Marie Viguier, Frédéric Schlick, Olivier Strauch, Ro Gebhardt, Alex Jacquemin, André Ceccarelli, Ludovic Beier albumain is.
Fellépett Archie Sheppel, Aldo Romano-val, Richard Galliano-val, Éric Legninivel, Enrico Pieranunzival, Antonio Faraòval, Jean-Michel Pilccel és Richard Galliano-val is.
Zeneszerzőként színpadi és balettzenét is írt.

## Lemezválogatás
- 1993: Ametys (Louis Winsberg, Éric Séva, Christian Jacob, André Charlier)
- 1996: Opale (Pierre-Alain Goualch, José Barrachina, Jacques Tellitocci, Franck Agulhon)
- 1999: Love at First Sight  km.: Dania Kay, Ro Gebhardt)
- 2001: Biréli Lagrène Gipsy Project & Friends (Holzmano Lagrène, Stochelo Rosenberg, Hono Winterstein, Thomas Dutronc, Florin Niculescu)
- 2009: À l'ombre du saule pleureur (Alexandre Tassel, David El-Malek, Franck Agulhon)
- 2011: Next Move
- 2012: Diego Imbert, Michel Perez Double Entente
- 2017: Diégo Imbert, Enrico Pieranunzi, André Ceccarelli: Tribute to Charlie Haden

## Díjak
- 1999: Concours International de Contrebasse de Capbreton

## Fordítás
Ez a szócikk részben vagy egészben  a   Diego Imbert című német Wikipédia-szócikk ezen változatának fordításán alapul.  Az eredeti cikk szerkesztőit annak laptörténete sorolja fel. Ez a jelzés csupán a megfogalmazás eredetét és a szerzői jogokat jelzi, nem szolgál a cikkben szereplő információk forrásmegjelöléseként.